# نووی کائینلیک
نووی کائینلیک (انگلیسی: Novy Kainlyk) یک شهرک در شهرستان کراسنوکامسکی استان باشقیرستان کشور روسیه است.